# Mercy-Rule (American Football)
Im American Football und Canadian Football startet mit der sogenannten Mercy-Rule die Spieluhr und lässt sie ohne reguläre Unterbrechungen, wie sie sonst üblich sind, weiterlaufen. Ausgenommen sind Team- oder Verletzungs-Time Outs.
In der Bundesspielordnung des American Football Verband Deutschland ist unter § 104 die sogenannte Mercy-Rule aufgeführt. Diese Regelung tritt in Kraft, wenn ein Team mit mehr als 35 Punkten führt. Für Spiele der Lizenzligen gilt sie nicht. In Jugend-, Aufbau- und Frauenligen kann die Anwendung der Mercy-Rule durch die Landesverbände/Spielverbünde festgelegt werden.
Im College Football gibt es eine ähnliche Regel, wird aber nicht als Mercy Rule bezeichnet. Demnach kann bei Zustimmung beider Head Coaches und des Referees eine laufende Uhr oder eine Verkürzung der Spielzeit vereinbart werden.
In Amateurligen des Canadian Footballs tritt nach Artikel 1, Sektion 5, Artikel 5 des Amateurregelwerks die Mercy-Rule in Kraft, sobald ein Team mit 35 oder mehr Punkten während der zweiten Hälfte führt.